# Spannungsfunktion
Spannungsfunktionen sind ein Ansatz für die analytische Lösung von Randwertaufgaben der linearen Elastostatik.
Die lokale Impulsbilanz ist in der Statik eine Gleichung, in der nur die Spannungen und die Schwerkraft vorkommen. Indem die Spannungen durch Spannungsfunktionen ausgedrückt werden, die die Impulsbilanz automatisch einhalten, reduziert sich die Lösung eines Randwertproblems auf das Auffinden von Spannungsfunktionen, die die vorliegenden Randbedingungen und die Kompatibilitätsbedingungen erfüllen. Die Kompatibilitätsbedingungen stellen sicher, dass sich aus den Spannungen ein Verschiebungsfeld ableiten lässt.
Eine analytische Lösung existiert oftmals nur bei geometrischer Linearität (kleinen Verformungen) und bei Annahme von linearer Elastizität.
Diese Voraussetzungen – Statik, kleine Verformungen und lineare Elastizität – sind in vielen Anwendungen gegeben, vor allem im technischen Bereich.

## Geschichte
Chronologische Abfolge bei der Entwicklung der Spannungsfunktionen
Die Geschichte der Spannungsfunktionen ist eng mit der Geschichte der Formulierung der Kompatibilitätsbedingungen in der linearen isotropen Elastizität verbunden. Gustav Robert Kirchhoff leitete 1859 drei der sechs Kompatibilitätsbedingungen für die Verzerrungen (KBV) her und zeigte, wie aus den Verzerrungen die Verschiebungen berechnet werden können. Der Lösungsansatz mit Spannungsfunktionen wurde dann vier Jahre später von George Biddell Airy 1863 ersonnen. Mit der heute nach ihm benannten Airy’schen Spannungsfunktion können Randwertaufgaben in der Ebene gelöst werden. Alle sechs KBV wurden erstmals von Adhémar Jean Claude Barré de Saint-Venant 1864 vorgelegt, der aber nicht gezeigt hat, dass sie auch hinreichend sind. Von James Clerk Maxwell und Giacinto Morera wurden um 1870 bzw. 1892 Spannungsfunktionen für Probleme in drei Dimensionen gefunden. Zwischenzeitlich konnte Eugenio Beltrami 1886 nachweisen, dass die KBV von St. Venant tatsächlich auch hinreichend sind. Die Kompatibilitätsbedingungen für die Spannungen (KBS) bei isotroper Elastizität in Abwesenheit einer Schwerkraft fand Beltrami 1892 und Luigi Donati formulierte den allgemeineren Fall inklusive Schwerkraft 1894. Trotzdem wird diese allgemeinere Gleichung als Beltrami-Michell Gleichung bezeichnet (zusätzlich nach John Henry Michell). Beltrami erkannte 1892, dass die bis dahin vorliegenden Spannungsfunktionen von Airy, Maxwell und Morera Spezialfälle eines allgemeineren Ansatzes sind. Allerdings kann Beltramis Lösung kein Schwerefeld berücksichtigen. Hermann Schaefer hat 1953 Beltramis Ansatz auf Probleme mit Schwerefeld erweitert. Die KBS für transversal isotrope lineare Elastizität formulierte Grigore Moisil 1952.

## In Kürze
Die Kompatibilitätsbedingungen für die Verzerrungen lauten
{\displaystyle {\mathfrak {R}}({\boldsymbol {\varepsilon }}):=\sum _{i,j,k,l=1}^{3}\varepsilon _{ij,kl}({\hat {e}}_{l}\times {\hat {e}}_{j})\otimes ({\hat {e}}_{k}\times {\hat {e}}_{i})=\mathbf {0} \,.}
Die Vektoren {\displaystyle {\hat {e}}_{1,2,3}} bilden die zu den kartesischen Koordinaten {\displaystyle x_{1,2,3}} gehörende Standardbasis, „{\displaystyle \otimes }“ ist das dyadische- und „{\displaystyle \times }“ das Kreuzprodukt, {\displaystyle \varepsilon _{ij}} sind die Komponenten des linearisierten Verzerrungstensors {\displaystyle {\boldsymbol {\varepsilon }}} und ein Index nach einem Komma bezeichnet die Ableitung nach der entsprechenden Koordinate:
{\displaystyle (\cdot )_{,k}={\frac {\partial }{\partial x_{k}}}\,.}
Der Differenzialoperator {\displaystyle {\mathfrak {R}}} liefert bei symmetrischen Argumenten divergenzfreie, symmetrische Tensoren, zu denen auch die Spannungstensoren in der Statik in Abwesenheit einer Schwerkraft gehören. So lassen sich mit diesem Differenzialoperator in einfacher Weise die Impulsbilanzen erfüllende Spannungstensoren {\displaystyle {\boldsymbol {\sigma }}} finden:
{\displaystyle \mathbf {A} =\mathbf {A} ^{\top }\;\rightarrow \quad {\boldsymbol {\sigma }}={\mathfrak {R}}(\mathbf {A} )={\boldsymbol {\sigma }}^{\top }\;\wedge \;\operatorname {div} ({\boldsymbol {\sigma }})={\vec {0}}\,.}
Die Komponenten des dabei verwendeten, symmetrischen Arguments {\displaystyle \mathbf {A} } sind Beltramis Spannungsfunktionen. Im Fall der linearen isotropen Elastizität kann die obige Kompatibilitätsbedingung für die Verzerrungen in den Spannungen {\displaystyle \sigma _{ij}} ausgedrückt werden:
{\displaystyle \sum _{k=1}^{3}\left(\sigma _{ij,kk}+{\frac {1}{1+\nu }}\sigma _{kk,ij}\right)=0\;,\quad i,j=1,2,3}
Diese Gleichung ist als Beltrami-Michell Gleichung bekannt. Der Materialparameter {\displaystyle \nu } ist die Querkontraktionszahl.
Die Lösung einer Randwertaufgabe ist nun darauf zurückgeführt, Spannungsfunktionen zu finden, die Spannungen ergeben, die die geforderten Randbedingungen und die Kompatibilitätsbedingungen einhalten.
Die von Airy, Maxwell und Morea gefundenen Spannungsfunktionen passen sich hier als Spezialfälle ein:
| Autor    | Jahr | Spannungsfunktionen | Spannungstensor |
| -------- | ---- | --- | --- |
| Airy     | 1863 | {\displaystyle \mathbf {A} ={\begin{pmatrix}0&&\\&0&\\&&\varphi \end{pmatrix}}}                                                            | {\displaystyle {\boldsymbol {\sigma }}={\begin{pmatrix}\varphi _{,yy}&-\varphi _{,xy}&0\\&\varphi _{,xx}&0\\{\textsf {sym}}&&0\end{pmatrix}}} |
| Maxwell  | 1870 | {\displaystyle \mathbf {A} ={\begin{pmatrix}a_{1}&&\\&a_{2}&\\&&a_{3}\end{pmatrix}}}                                                       | {\displaystyle {\boldsymbol {\sigma }}={\begin{pmatrix}a_{2,33}+a_{3,22}&-a_{3,12}&-a_{2,13}\\&a_{1,33}+a_{3,11}&-a_{1,23}\\{\textsf {sym}}&&a_{1,22}+a_{2,11}\end{pmatrix}}} |
| Morea    | 1892 | {\displaystyle \mathbf {A} ={\begin{pmatrix}0&\omega _{3}&\omega _{2}\\\omega _{3}&0&\omega _{1}\\\omega _{2}&\omega _{1}&0\end{pmatrix}}} | {\displaystyle {\boldsymbol {\sigma }}={\begin{pmatrix}-2\omega _{1,23}&(\omega _{1,1}+\omega _{2,2}-\omega _{3,3})_{,3}&(\omega _{1,1}-\omega _{2,2}+\omega _{3,3})_{,2}\\&-2\omega _{2,13}&(-\omega _{1,1}+\omega _{2,2}+\omega _{3,3})_{,1}\\{\textsf {sym}}&&-2\omega _{3,12}\end{pmatrix}}}                                                                                   |
| Beltrami | 1892 | {\displaystyle \mathbf {A} ={\begin{pmatrix}A_{11}&A_{12}&A_{13}\\A_{12}&A_{22}&A_{23}\\A_{13}&A_{23}&A_{33}\end{pmatrix}}}                | :{\displaystyle {\begin{array}{rcl}\sigma _{11}&=&A_{33,22}+A_{22,33}-2A_{23,23}\\\sigma _{22}&=&A_{33,11}+A_{11,33}-2A_{13,13}\\\sigma _{33}&=&A_{22,11}+A_{11,22}-2A_{12,12}\\\sigma _{12}&=&(-A_{12,3}+A_{23,1}+A_{13,2})_{,3}-A_{33,12}\\\sigma _{13}&=&(+A_{12,3}+A_{23,1}-A_{13,2})_{,2}-A_{22,13}\\\sigma _{23}&=&(+A_{12,3}-A_{23,1}+A_{13,2})_{,1}-A_{11,23}\end{array}}} |

## Definition
Die lokale Impuls- und Drehimpulsbilanz lauten in Abwesenheit einer Schwerkraft:
{\displaystyle \operatorname {div} ({\boldsymbol {\sigma }})=\mathbf {0} \,,\quad {\boldsymbol {\sigma }}={\boldsymbol {\sigma }}^{\top }\,.}
Der Differenzialoperator „div“ gibt die Divergenz des Spannungstensors {\displaystyle {\boldsymbol {\sigma }}}, der aufgrund der Drehimpulsbilanz mit seiner transponierten {\displaystyle {\boldsymbol {\sigma }}^{\top }} identisch ist. Der Spannungstensor ist also aufgrund der Drehimpulsbilanz symmetrisch.
Wenn {\displaystyle \mathbf {A} } ein Tensorfeld und {\displaystyle {\mathfrak {D}}} ein Differenzialoperator für symmetrische Argumente ist, dann ist
{\displaystyle {\boldsymbol {\sigma }}={\mathfrak {D}}(\mathbf {A} )}
eine Lösung der Bilanzgleichungen, wenn
{\displaystyle \operatorname {div} ({\mathfrak {D}}(\mathbf {A} ))=\mathbf {0} \,,\quad {\mathfrak {D}}(\mathbf {A} )={\mathfrak {D}}(\mathbf {A} )^{\top }}
ist. Ein Feld {\displaystyle \mathbf {A} } mit diesen Eigenschaften heißt Spannungsfunktion.

## Beltramis Spannungsfunktionen
Gegeben sei der Differenzialoperator
{\displaystyle {\mathfrak {R}}(\mathbf {A} ):=\operatorname {rot(rot} (\mathbf {A} )^{\top }):=-{\hat {e}}_{l}\times \mathbf {A} _{,kl}^{\top }\times {\hat {e}}_{k}=A_{ij,kl}({\hat {e}}_{l}\times {\hat {e}}_{j})\otimes ({\hat {e}}_{k}\times {\hat {e}}_{i})\,.}
Angewendet auf einen beliebigen, symmetrischen Tensor {\displaystyle \mathbf {A} } zeigt:
{\displaystyle {\begin{array}{rcl}{\mathfrak {R}}(\mathbf {A} )^{\top }&=&A_{ij,kl}({\hat {e}}_{k}\times {\hat {e}}_{i}\otimes {\hat {e}}_{l}\times {\hat {e}}_{j}){\stackrel {\begin{array}{c}\scriptscriptstyle i\leftrightharpoons j\\[-1ex]\scriptscriptstyle k\leftrightharpoons l\end{array}}{=}}A_{ji,lk}({\hat {e}}_{l}\times {\hat {e}}_{j}\otimes {\hat {e}}_{k}\times {\hat {e}}_{i})\\&=&A_{ij,kl}({\hat {e}}_{l}\times {\hat {e}}_{j}\otimes {\hat {e}}_{k}\times {\hat {e}}_{i})={\mathfrak {R}}(\mathbf {A} )\\\operatorname {div} ({\mathfrak {R}}(\mathbf {A} ))&=&{\hat {e}}_{m}\cdot A_{ij,klm}({\hat {e}}_{l}\times {\hat {e}}_{j}\otimes {\hat {e}}_{k}\times {\hat {e}}_{i})={\hat {e}}_{j}\cdot ({\hat {e}}_{m}\times {\hat {e}}_{l})A_{ij,klm}{\hat {e}}_{k}\times {\hat {e}}_{i}={\vec {0}}\end{array}}}
weil Komponenten mit vertauschten Indizes l und m gleich groß sind aber umgekehrtes Vorzeichen besitzen und im Fall l=m verschwinden. Der Tensor {\displaystyle \mathbf {A} } ist also eine Spannungsfunktion. In der Statik in Abwesenheit einer Schwerkraft liefert also
{\displaystyle {\begin{array}{rclcl}{\boldsymbol {\sigma }}&=&{\mathfrak {R}}(\mathbf {A} )={\begin{pmatrix}\sigma _{11}&\sigma _{12}&\sigma _{13}\\&\sigma _{22}&\sigma _{23}\\{\textsf {sym}}&&\sigma _{33}\end{pmatrix}}\\\sigma _{11}&=&A_{33,22}+A_{22,33}-2A_{23,23}\\\sigma _{22}&=&A_{33,11}+A_{11,33}-2A_{13,13}\\\sigma _{33}&=&A_{22,11}+A_{11,22}-2A_{12,12}\\\sigma _{12}&=&-A_{12,33}+A_{23,13}+A_{13,23}-A_{33,12}&=&(-A_{12,3}+A_{23,1}+A_{13,2})_{,3}-A_{33,12}\\\sigma _{13}&=&+A_{12,23}+A_{23,12}-A_{13,22}-A_{22,13}&=&(+A_{12,3}+A_{23,1}-A_{13,2})_{,2}-A_{22,13}\\\sigma _{23}&=&+A_{12,13}-A_{23,11}+A_{13,12}-A_{11,23}&=&(+A_{12,3}-A_{23,1}+A_{13,2})_{,1}-A_{11,23}\end{array}}}
einen zulässigen Spannungszustand, denn es ist {\displaystyle \operatorname {div} ({\boldsymbol {\sigma }})={\vec {0}}}. Der Spannungstensor muss aber noch die Kompatibilitätsbedingungen
{\displaystyle \Delta {\boldsymbol {\sigma }}+{\frac {1}{1+\nu }}\operatorname {grad(grad(Sp} ({\boldsymbol {\sigma }})))=\mathbf {0} \quad \leftrightarrow \quad \sigma _{ij,kk}+{\frac {1}{1+\nu }}\sigma _{kk,ij}=0\;,\quad i,j=1,2,3}
einhalten, damit er im Einklang mit einem Verschiebungsfeld ist. Die Komponenten {\displaystyle A_{ij}} des Tensors {\displaystyle \mathbf {A} } sind als Beltramis Spannungsfunktionen bekannt. Von anderen Autoren vorher gefundene Spannungsfunktionen erweisen sich als Spezialfälle von Beltramis Lösung.

### Airys Spannungsfunktion
Die Spannungsfunktion {\displaystyle \varphi }, die George Biddell Airy 1863 fand, ist der Spezialfall
{\displaystyle \mathbf {A} ={\begin{pmatrix}0&&\\&0&\\&&\varphi \end{pmatrix}}\rightarrow {\boldsymbol {\sigma }}={\begin{pmatrix}\varphi _{,yy}&-\varphi _{,xy}&0\\&\varphi _{,xx}&0\\{\textsf {sym}}&&0\end{pmatrix}}\,.}
Die Kompatibilitätsbedingung lässt sich für homogenes, isotropes, elastisches Material folgendermaßen
{\displaystyle \Delta \Delta \varphi =0}
schreiben, was {\displaystyle \varphi } zu einer biharmonischen Funktion macht.

### Maxwells Spannungsfunktionen
Die von Maxwell 1868 und 1870 beschriebenen Spannungsfunktionen gliedern sich hier mit
{\displaystyle \mathbf {A} ={\begin{pmatrix}a_{1}&&\\&a_{2}&\\&&a_{3}\end{pmatrix}}\quad \rightarrow \quad {\boldsymbol {\sigma }}={\begin{pmatrix}a_{2,33}+a_{3,22}&-a_{3,12}&-a_{2,13}\\&a_{1,33}+a_{3,11}&-a_{1,23}\\{\textsf {sym}}&&a_{1,22}+a_{2,11}\end{pmatrix}}}
ein.

### Moreas Spannungsfunktionen
Morea fand 1892 Spannungsfunktionen, die sich hier als der Spezialfall
{\displaystyle \mathbf {A} ={\begin{pmatrix}0&\omega _{3}&\omega _{2}\\\omega _{3}&0&\omega _{1}\\\omega _{2}&\omega _{1}&0\end{pmatrix}}\quad \rightarrow \quad {\boldsymbol {\sigma }}={\begin{pmatrix}-2\omega _{1,23}&(\omega _{1,1}+\omega _{2,2}-\omega _{3,3})_{,3}&(\omega _{1,1}-\omega _{2,2}+\omega _{3,3})_{,2}\\&-2\omega _{2,13}&(-\omega _{1,1}+\omega _{2,2}+\omega _{3,3})_{,1}\\{\textsf {sym}}&&-2\omega _{3,12}\end{pmatrix}}}
herausstellen.

## Beltrami-Schäfer Spannungsfunktionen
Die Beltrami Spannungsfunktionen oben können wegen {\displaystyle \operatorname {div} ({\boldsymbol {\sigma }})={\vec {0}}} keine Schwerkraft darstellen. Die Beltrami-Schäfer Lösung,
{\displaystyle {\boldsymbol {\sigma }}={\mathfrak {R}}(\mathbf {A} )+{\mathfrak {h}}({\vec {h}})\,,\quad {\mathfrak {h}}({\vec {h}})=\operatorname {grad} ({\vec {h}})+\operatorname {grad} ({\vec {h}})^{\top }-\operatorname {div} ({\vec {h}})\mathbf {I} }
die Schäfer 1953 fand, kann auch Randwertaufgaben mit Schwerkraft der Form
{\displaystyle {\vec {b}}=-\Delta {\vec {h}}}
lösen. Der Tensor A ist wie immer symmetrisch. Dann ist
{\displaystyle \operatorname {div} ({\boldsymbol {\sigma }})=-{\vec {b}}\quad \wedge \quad {\boldsymbol {\sigma }}={\boldsymbol {\sigma }}^{\top }}
denn wegen {\displaystyle \operatorname {div(grad} ({\vec {h}})^{\top })=\Delta {\vec {h}}\,,\;\operatorname {div} (p\,\mathbf {I} )=\operatorname {grad} (p)\,,\;\operatorname {grad(div} ({\vec {h}}))=\operatorname {div(grad} ({\vec {h}}))} ist
{\displaystyle {\begin{array}{rcl}{\mathfrak {h}}({\vec {h}})^{\top }&=&\operatorname {grad} ({\vec {h}})^{\top }+\operatorname {grad} ({\vec {h}})-\operatorname {div} ({\vec {h}})\mathbf {I} ={\mathfrak {h}}({\vec {h}})\\\operatorname {div} ({\mathfrak {h}}({\vec {h}}))&=&\operatorname {div} [\operatorname {grad} ({\vec {h}})+\operatorname {grad} ({\vec {h}})^{\top }-\operatorname {div} ({\vec {h}})\mathbf {I} ]=\operatorname {div(grad} ({\vec {h}}))+\Delta {\vec {h}}-\operatorname {grad(div} ({\vec {h}}))\\&=&\Delta {\vec {h}}=-{\vec {b}}\end{array}}}
nach Voraussetzung. Der Tensor A muss so gewählt werden, dass die Kompatibilitätsbedingung
{\displaystyle {\begin{array}{rcl}\displaystyle \Delta {\boldsymbol {\sigma }}+{\frac {1}{1+\nu }}\operatorname {grad(grad(Sp} ({\boldsymbol {\sigma }})))+{\frac {\nu }{1-\nu }}\operatorname {div} ({\vec {b}})\mathbf {I} +2\operatorname {sym\,grad} ({\vec {b}})&=&\mathbf {0} \\\displaystyle \leftrightarrow \quad \sigma _{ij,kk}+{\frac {1}{1+\nu }}\sigma _{kk,ij}+{\frac {\nu }{1-\nu }}b_{k,k}\delta _{ij}+b_{i,j}+b_{j,i}&=&0\;,\quad i,j=1,2,3\end{array}}}
und die vorgegebenen Randbedingungen eingehalten werden.

### Airy’sche Spannungsfunktion mit Schwerefeld
Mit der Airy’schen Spannungsfunktion kann auch eine Schwerkraft in der Form {\displaystyle {\vec {b}}=-\operatorname {grad} (V)} berücksichtigt werden:
{\displaystyle {\boldsymbol {\sigma }}={\begin{pmatrix}\varphi _{,yy}+V&-\varphi _{,xy}&0\\&\varphi _{,xx}+V&0\\{\textsf {sym}}&&0\end{pmatrix}}}
Dies passt sich mit {\displaystyle {\vec {h}}=\operatorname {grad} (g)} und {\displaystyle V=\operatorname {div} ({\vec {h}})=\Delta g} und einer zu bestimmenden Funktion g in die Beltrami-Schäfer Lösung ein:
{\displaystyle -{\vec {b}}=\operatorname {grad} (V)=\operatorname {grad} (\Delta g)=\Delta \operatorname {grad} (g)=\Delta {\vec {h}}\,.}
Die Kompatibilitätsbedingung lässt sich hier
{\displaystyle \Delta \Delta \varphi =-\kappa \Delta V=-\kappa \Delta \Delta g}
schreiben, worin der Materialparameter
{\displaystyle \kappa ={\begin{cases}1-\nu &{\textsf {im\ ebenen\ Spannungszustand}}\\{\frac {1-2\nu }{1-\nu }}&{\textsf {im\ ebenen\ Verzerrungszustand}}\end{cases}}}
lautet.

## Beispiel

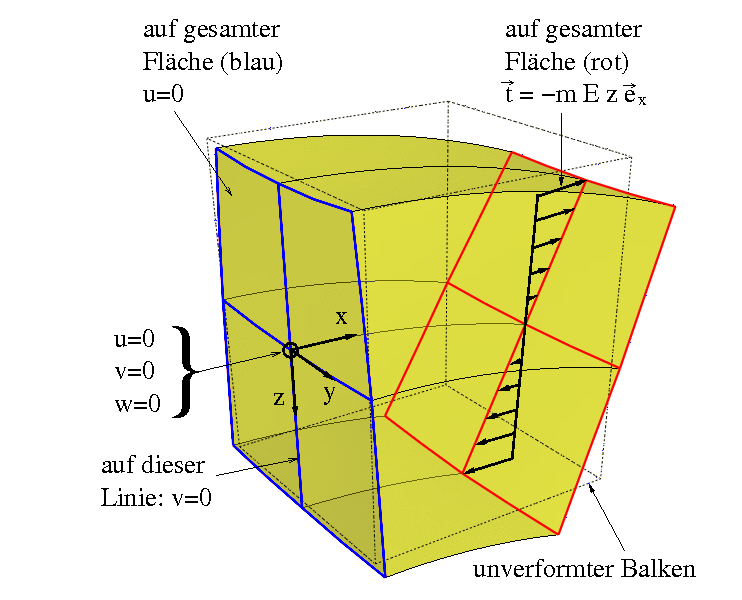
Randbedingungen und Verformung (beige) bei der Biegung des geraden Balkens (gestrichelt).

Auf einen in x-Richtung ausgerichteten, linear elastischen Balken wirke ausschließlich eine zur z-Koordinate proportionale Spannung
{\displaystyle \sigma _{xx}={\vec {t}}\cdot {\hat {e}}_{x}=-mEz}
mit Proportionalitätsfaktor {\displaystyle -m} und Elastizitätsmodul {\displaystyle E} des Materials des Balkens, siehe Abbildung rechts. Diesen Vorgaben zufolge lautet der Spannungstensor also:
{\displaystyle {\begin{array}{rcl}{\boldsymbol {\sigma }}&=&{\begin{pmatrix}-mEz\\&0\\&&0\end{pmatrix}}={\mathfrak {R}}\left({\begin{pmatrix}0\\&-{\frac {mE}{6}}z^{3}\\&&0\end{pmatrix}}\right)\end{array}}\,.}
Die Spannungsfunktion ergibt sich demnach zu
{\displaystyle \mathbf {A} ={\begin{pmatrix}0\\&-{\frac {mE}{6}}z^{3}\\&&0\end{pmatrix}}\,.}
Die Kompatibilitätsbedingung
{\displaystyle \sigma _{ij,kk}+{\frac {1}{1+\nu }}\sigma _{kk,ij}=0\;,\quad i,j=1,2,3}
wird erfüllt, weil alle zweiten Ableitungen der Normalspannung in x-Richtung verschwinden. Es gibt also ein Verschiebungsfeld, das mit diesen Spannungen kompatibel ist. Mit den im Bild skizzierten Randbedingungen lauten diese Verschiebungen
{\displaystyle {\begin{array}{lcl}u&=&-mxz\\v&=&\nu myz\\w&=&{\dfrac {m}{2}}(x^{2}-\nu y^{2}+\nu z^{2})\end{array}}}
Zusätzlich zum Beispiel auf der Seite Kompatibilitätsbedingung zeigt sich hier, dass dieses Verschiebungsfeld im Gleichgewicht ist.